# Kanton Acheux-en-Amiénois
Der Kanton Acheux-en-Amiénois war bis 2015 ein französischer Kanton im Arrondissement Amiens, im Département Somme und in der Region Picardie; sein Hauptort war Acheux-en-Amiénois. Vertreter im Generalrat des Départements war zuletzt von 1998 bis 2015 Jean-Paul Nigaut (DVG).
Der Kanton Acheux-en-Amiénois war 166,11 km² groß und hatte 5.809 Einwohner (Stand: 1999), was einer Bevölkerungsdichte von rund 35 Einwohnern pro km² entsprach. Er lag im Mittel 129 m über Normalnull, zwischen 63 m in Toutencourt und 157 m in Authie.

## Gemeinden
Der Kanton bestand aus 26 Gemeinden:
| Gemeinde               | Einwohner Jahr | Fläche km² | Bevölkerungsdichte | Code INSEE | Postleitzahl |
| ---------------------- | -------------- | ---------- | ------------------ | ---------- | ------------ |
| Acheux-en-Amiénois     | 623 (2013)     | –          | – Einw./km²        | 80003      | 80560        |
| Arquèves               | 162 (2013)     | –          | – Einw./km²        | 80028      | 80560        |
| Authie                 | 300 (2013)     | –          | – Einw./km²        | 80043      | 80560        |
| Bayencourt             | 81 (2013)      | –          | – Einw./km²        | 80057      | 80560        |
| Bertrancourt           | 220 (2013)     | –          | – Einw./km²        | 80095      | 80560        |
| Bus-lès-Artois         | 139 (2013)     | –          | – Einw./km²        | 80153      | 80560        |
| Coigneux               | 51 (2013)      | –          | – Einw./km²        | 80201      | 80560        |
| Colincamps             | 82 (2013)      | –          | – Einw./km²        | 80203      | 80560        |
| Courcelles-au-Bois     | 86 (2013)      | –          | – Einw./km²        | 80217      | 80560        |
| Englebelmer            | 300 (2013)     | –          | – Einw./km²        | 80266      | 80300        |
| Forceville             | 178 (2013)     | –          | – Einw./km²        | 80329      | 80560        |
| Harponville            | 183 (2013)     | –          | – Einw./km²        | 80420      | 80560        |
| Hédauville             | 117 (2013)     | –          | – Einw./km²        | 80425      | 80560        |
| Hérissart              | 605 (2013)     | –          | – Einw./km²        | 80431      | 80260        |
| Léalvillers            | 171 (2013)     | –          | – Einw./km²        | 80470      | 80560        |
| Louvencourt            | 275 (2013)     | –          | – Einw./km²        | 80493      | 80560        |
| Mailly-Maillet         | 608 (2013)     | –          | – Einw./km²        | 80498      | 80560        |
| Marieux                | 111 (2013)     | –          | – Einw./km²        | 80514      | 80560        |
| Puchevillers           | 537 (2013)     | –          | – Einw./km²        | 80645      | 80560        |
| Raincheval             | 285 (2013)     | –          | – Einw./km²        | 80659      | 80600        |
| Saint-Léger-lès-Authie | 91 (2013)      | –          | – Einw./km²        | 80705      | 80560        |
| Senlis-le-Sec          | 288 (2013)     | –          | – Einw./km²        | 80733      | 80300        |
| Thièvres               | 61 (2013)      | –          | – Einw./km²        | 80756      | 80760        |
| Toutencourt            | 494 (2013)     | –          | – Einw./km²        | 80766      | 80560        |
| Varennes               | 212 (2013)     | –          | – Einw./km²        | 80776      | 80560        |
| Vauchelles-lès-Authie  | 146 (2013)     | –          | – Einw./km²        | 80777      | 80560        |